# 143 до н. е.

## Народились
- Марк Антоній Оратор —давньоримський політик і оратор, консул 99 року до н. е.